# Syracuse (chanson)
Pour les articles homonymes, voir Syracuse (homonymie).
Pour deux
(A2)
Count Basie
(B1)
Syracuse est un standard de la chanson française de 1962, écrit par Bernard Dimey et composé par Henri Salvador, interprété et repris par de nombreux interprètes dont Jean Sablon, Henri Salvador, et Yves Montand. 

## Genèse

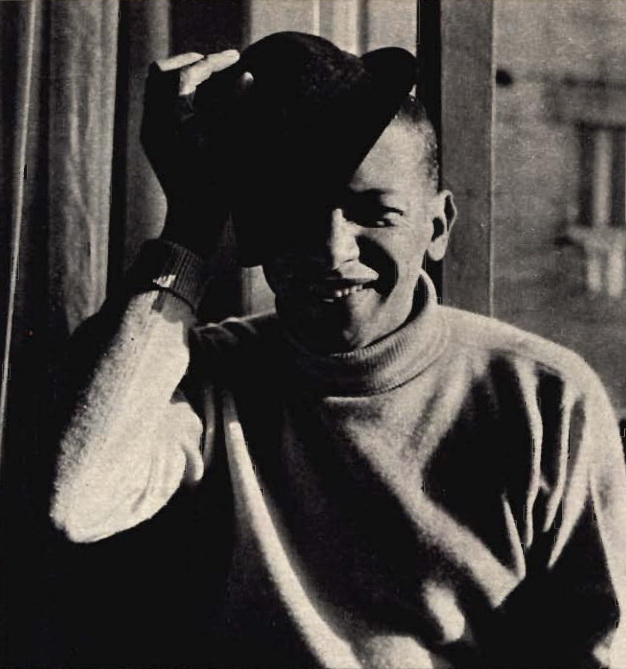
Henri Salvador (1917-2008) en 1961.

DocPlayer : « La rencontre entre Henri Salvador et Bernard Dimey, en 1962, était une rencontre artistique littéraire, une rencontre de travail, de texte. Dimey nous raconte la création de l'œuvre : Syracuse, je n'y suis jamais allé, c'est un joli mot comme Valparaíso. J'étais chez Henri Salvador, qui était au piano et moi de l'autre côté, j'écris alors sur une feuille : « J'aimerais tant voir Syracuse, l'Île de Pâques et Kairouan ». Et je lui ai dit : trouve-moi un départ là-dessus, pendant ce temps-là, je vais chercher la suite. Et en une heure, on l'avait faite. ». 
Henri Salvador a donné d'autres détails de cette genèse : Bernard Dimey avait débarqué un soir. Il a vidé mon frigidaire, il était saoul. Il m'a dit : "On va faire la plus jolie chanson du monde, avec les plus belles paroles du monde." Je me suis mis au piano. Il avait fini les paroles avant la musique : "Les voiles des bateaux qui s'en allaient aux îles"."
Henri Salvador, qui oriente sa carrière de jazzman vers celle d'humoriste, donne sa chanson au crooner auteur compositeur en vogue montante de l'époque François Deguelt, très proche de Bernard Dimey. Mais il ne la retient pas et c'est Jean Sablon, qui fut son premier interprète. Le titre devient un standard de la chanson française quand Salvador le fait écouter au couple Yves Montand-Simone Signoret. Montand en fait un des grands succès de son répertoire, et de la chanson française, qui contribue au succès touristique de Syracuse en Sicile. La chanson est intégrée à son album live Performance ! en 2002. Elle figure également sur l'album posthume Tant de temps en 2012.

## Paroles
La chanson évoque un tour du monde, avec des destinations exotiques de rêve, dont Syracuse, l'île de Pâques, Kairouan, les jardins de Babylone, le palais du Grand Lama, les amants de Vérone, le sommet du Fujiyama, le pays du Matin calme, la pêche au cormoran, le vin de palme… dans l'esprit mélancolique du Parisien sédentaire qu'est l'auteur de la chanson : « Elle raconte l'histoire imaginaire d'un dépaysement exotique dans des endroits rêvés où Dimey, finalement, n'ira jamais. »

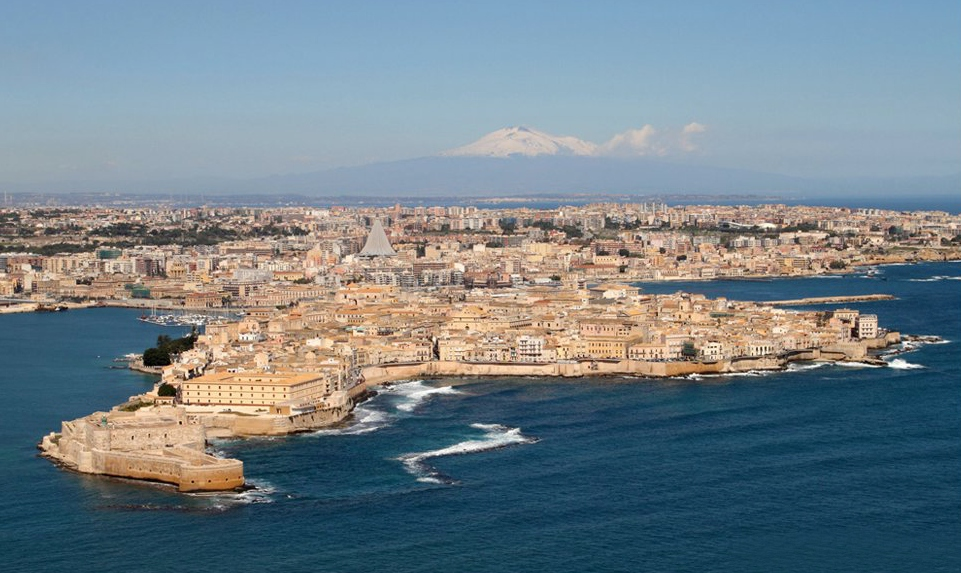
Syracuse
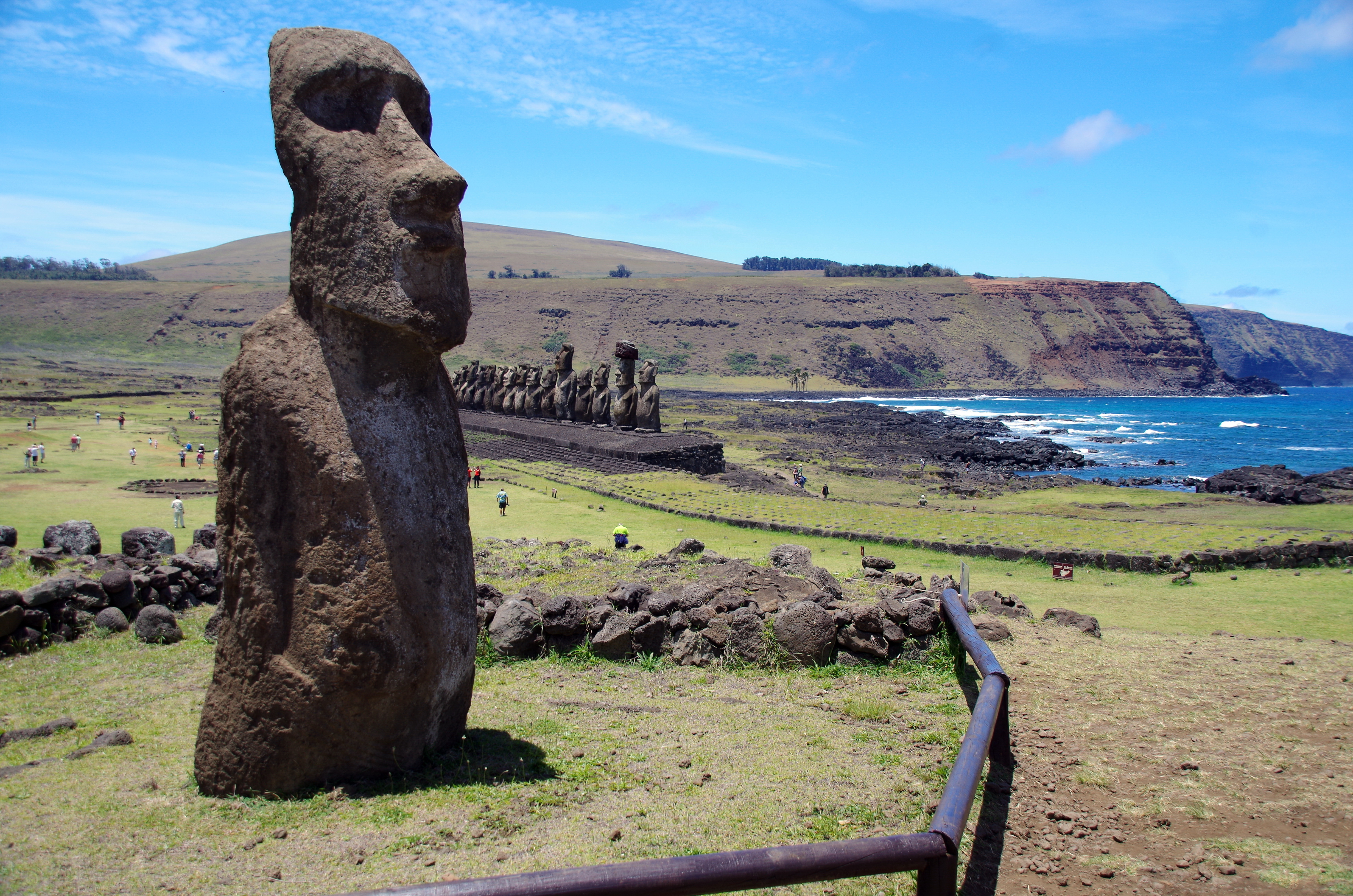
L'Île de Pâques
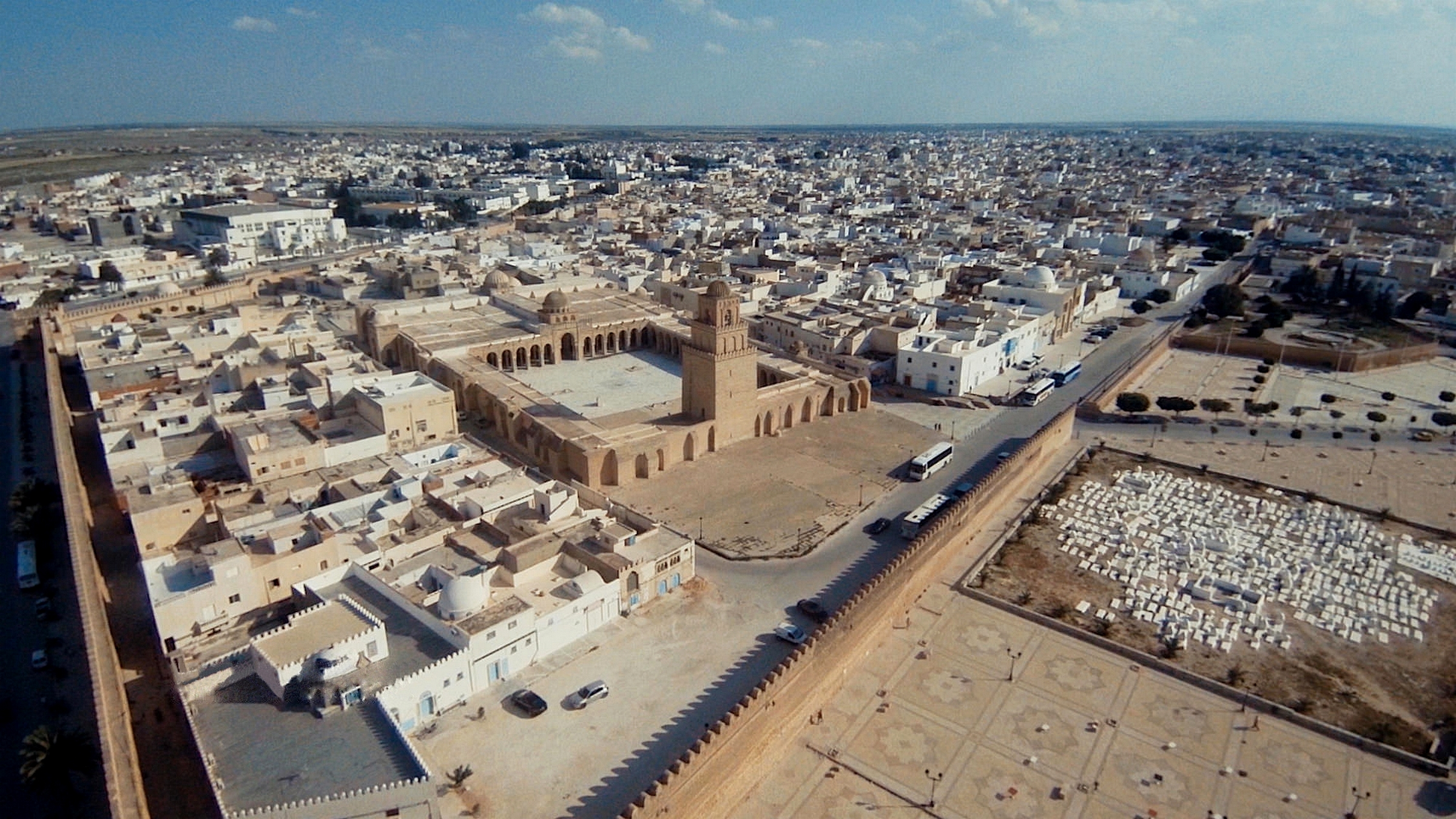
Kairouan
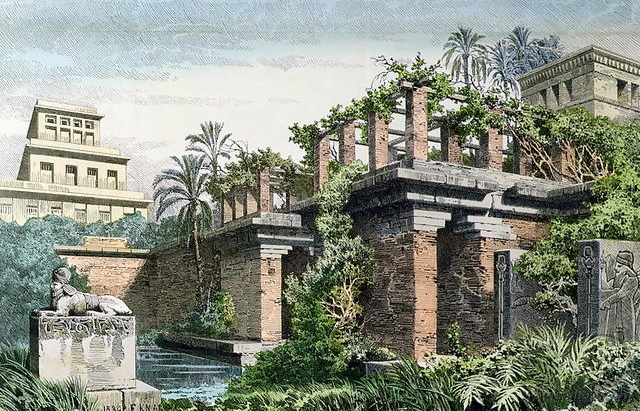
Jardins de Babylone
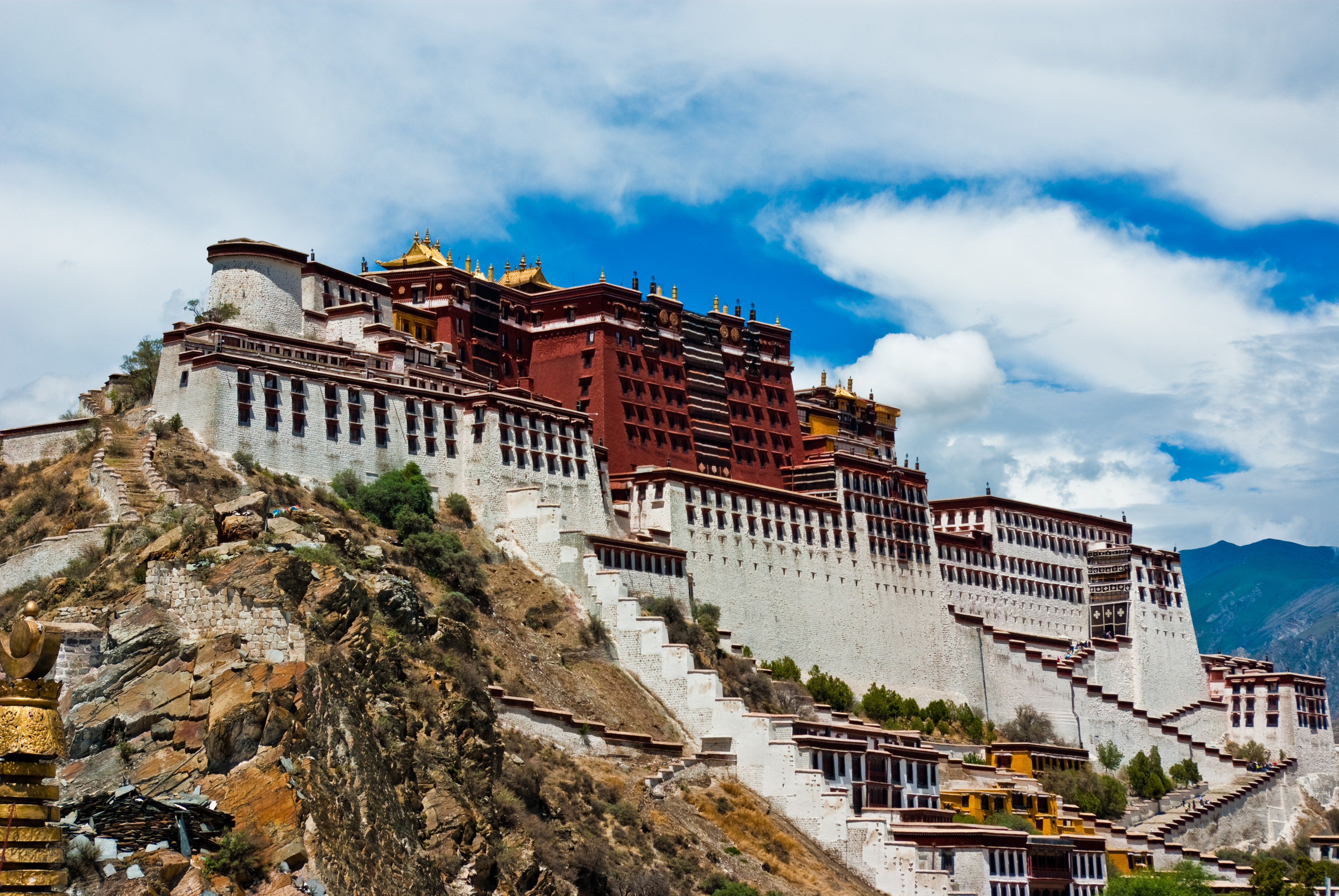
Palais du Grand Lama
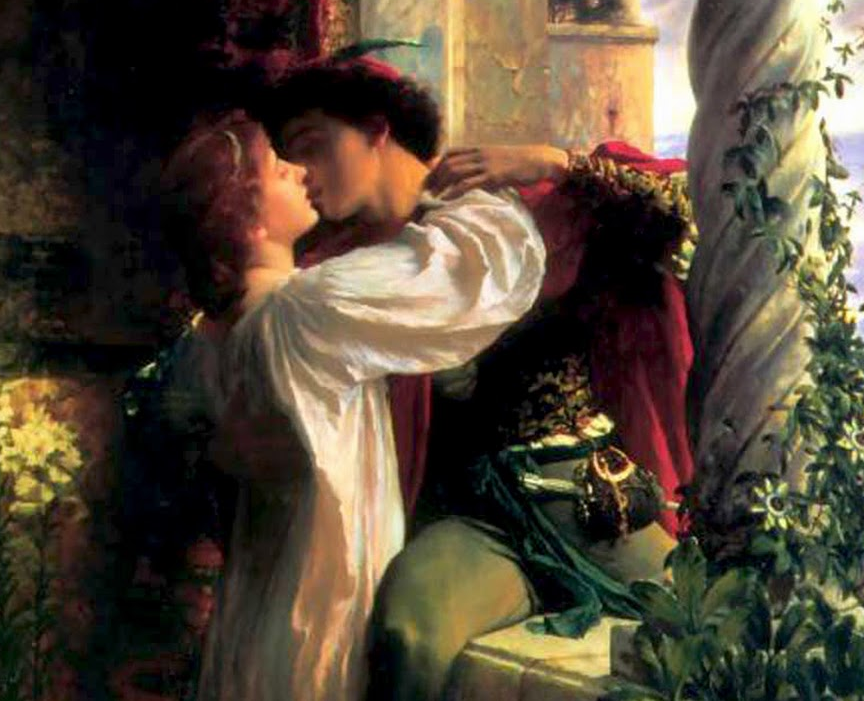
Les amants de Vérone
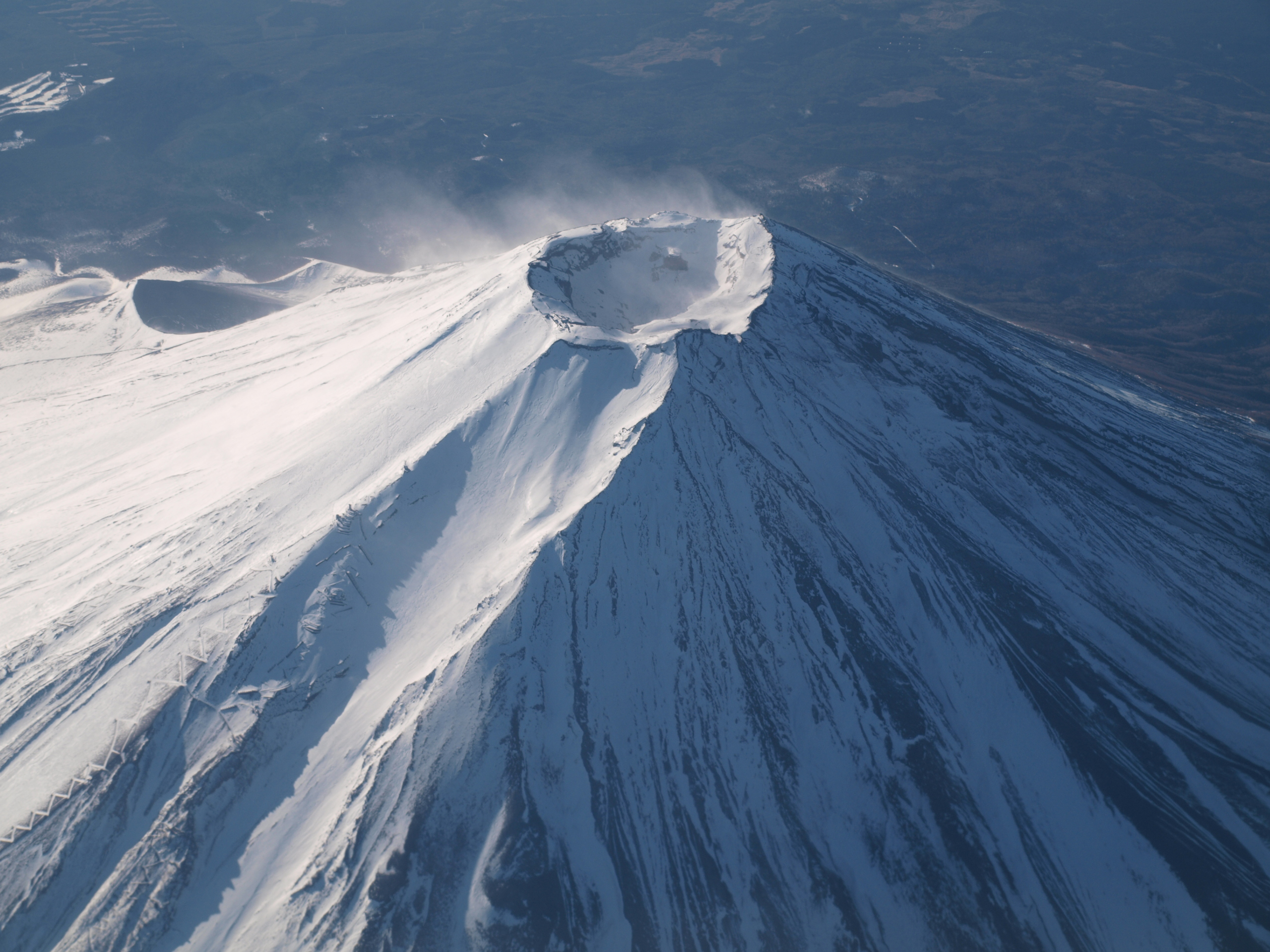
Sommet du Fujiyama
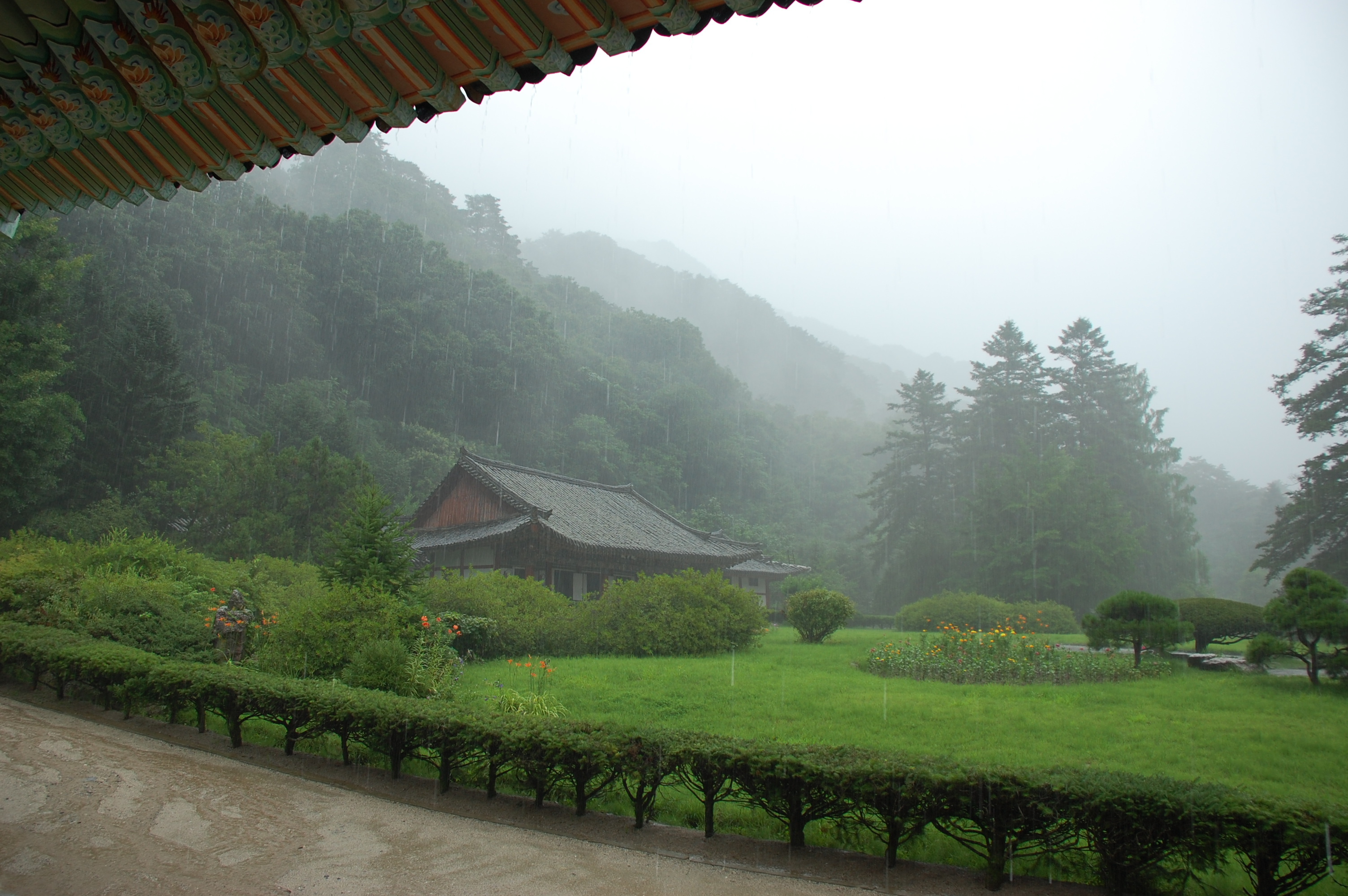
Pays du Matin calme
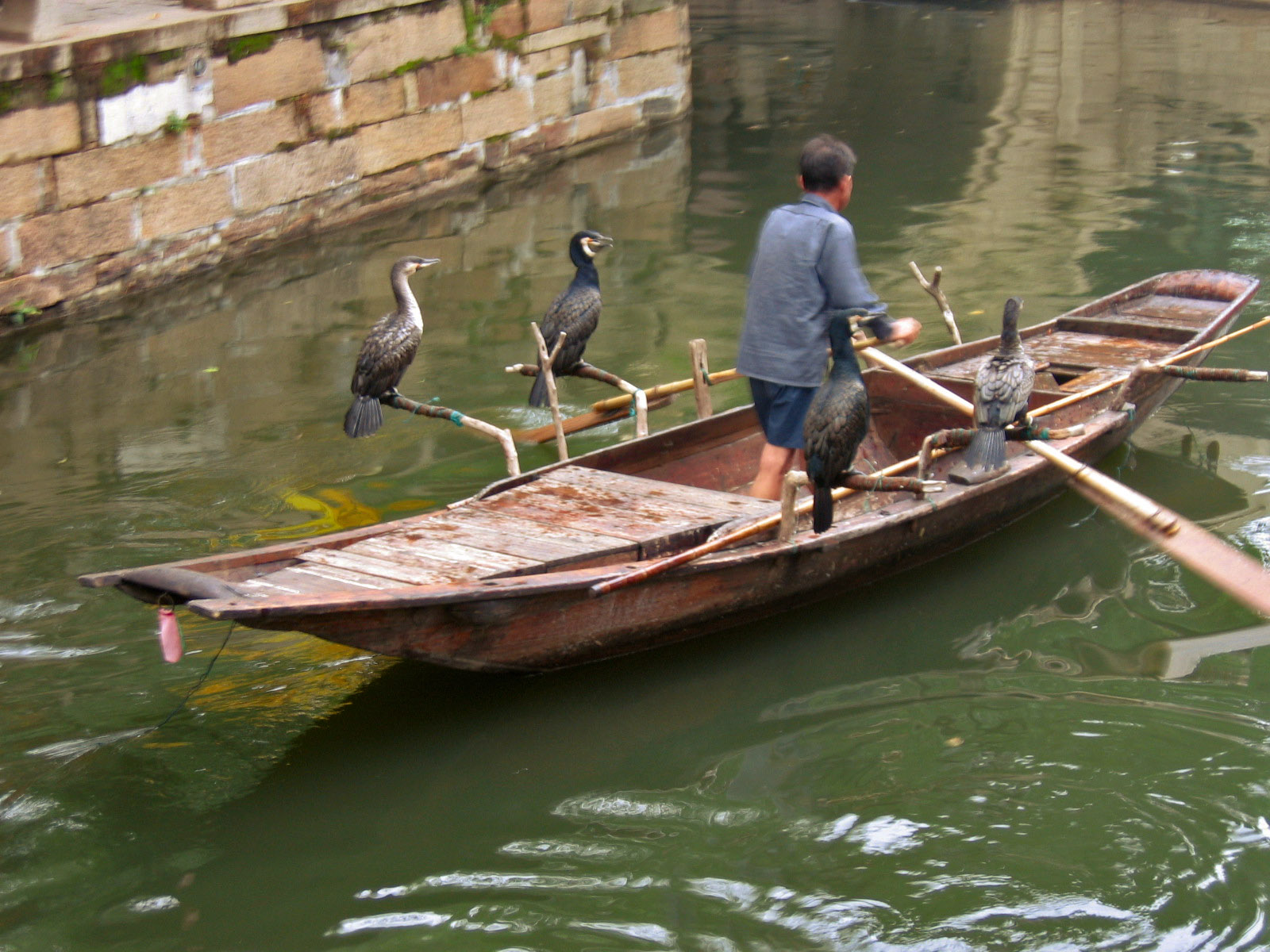
Pêche au cormoran
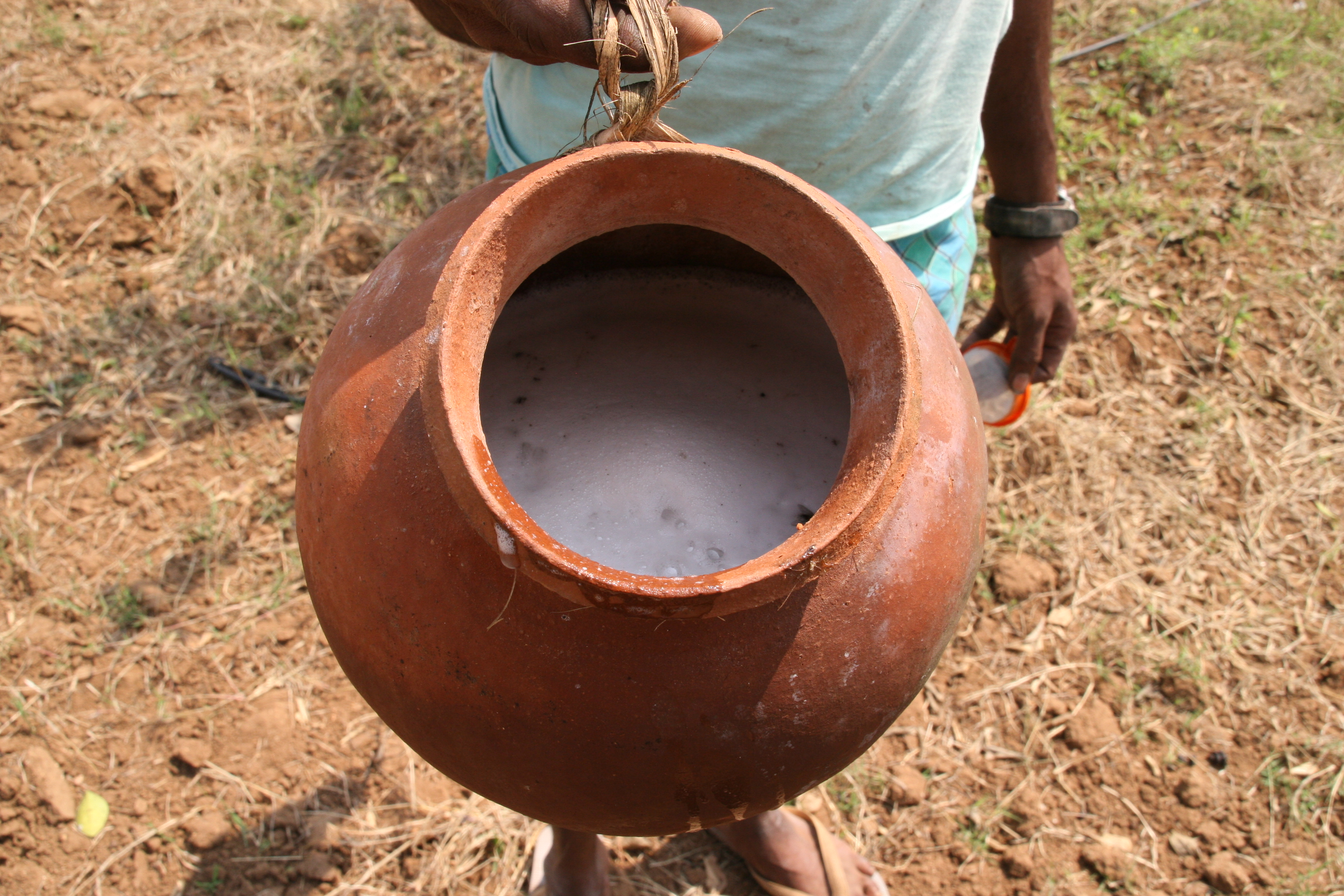
Vin de palme
Paris

## Interprètes
C'est Jean Sablon qui, en décembre 1962, crée la chanson située en plage A1 de son super 45 tours édité par La Voix de son maître,.
Henri Salvador et Yves Montand l'enregistrent ensuite et leurs supers 45 tours paraissent presque simultanément en 1963 où, pour l'un comme pour l'autre, Syracuse figure sur la dernière plage de leur disque (B2).

## Accueil
DocPlayer : « Cette chanson va faire le tour du monde et deviendra le titre qui restera dans la mémoire du public et fera partie du patrimoine et des classiques de la chanson française. »

## Reprises
- 1963 par Tiny Yong sur son super 45 tours Disques Salvador/Philips[10].
- 1970 par François Deguelt
- 1985 par Daniel Guichard sur son album live à l'Olympia, À force de vie, double 33 tours LP Kuklos DG13D[11].
- 1990 par Viktor Lazlo sur son album Sweet, Soft N'lazy, 33 tours LP Polydor réf. 8416911[12].
- 2006 par Juliette Gréco sur son album Le Temps d'une chanson, 1 CD Polydor réf. 9844969. Elle l'enregistre « Pour le plaisir et aussi, pour rafraîchir la mémoire de ceux qui ont oublié le somptueux écrivain Homme qu'était et reste Bernard Dimey. Elle est si belle cette chanson[Note 2]... »
- 2007 par Pink Martini sur l'album Hey Eugene!.
- 2012 par Iggy Pop sur son album Après, 1 CD Le Rat des Villes[13].
- 2012 par Gérard Rinaldi sur son album Chansons de ma jeunesse, 1 CD Sony Music
- 2015 par Lambert Wilson sur son album Wilson chante Montand, 1 CD Sony Music[14]
- 2025 par Voyou sur son album Henri Salvador est un voyou

## Musique de film
- 2002 : Embrassez qui vous voudrez de Michel Blanc

## Postérité
Du 25 mars au 7 juin 2015, le Musée de l'Arles antique a organisé l'exposition participative J'aimerais tant voir Syracuse  (titre emprunté à la première ligne du poème de Bernard Dimey) dédiée à « un temps plus que parfait, celui des souvenirs ».